# Yksi Expo
Yksi Expo is een winkel en een galerie voor hedendaagse vormgeving in Eindhoven, die zich beweegt op het gebied tussen kunst en design.
Yksi is in 1991 opgericht door Leonne Cuppen, Kees Heurkens, Eduard Sweep en Tarja Tonttila. De eerste drie waren tot 2003 ook actief als ontwerpbureau en interieurontwerper. Op 6 oktober 1991 werd de galerie geopend door Martin Visser met de woorden "Deze jongelui tonen lef door hun eigen, onafhankelijke weg te kiezen."
De galerie was een product van grensoverschrijdende tendensen tussen de werelden van kunst en design begin jaren negentig. Naast de bestaande galerie en designwinkel ontstond een nieuw soort galerie in het tussengebied. Andere voorbeelden waren Galerie K.I.S., Binnen en The Frozen Fountain in Amsterdam, Vivid in Rotterdam, Puntgaaf in Groningen, en Intermezzo in Dordrecht.
Galerie Yksi was gevestigd in de Havenstraat in Eindhoven, en verhuisde later naar het Designhuis. Yksi maakte naam als "laboratorium voor beginnende designers." In 2011 vestigde het zich op de huidige locatie in De Apparatenfabriek van Philips op Strijp-S. Sinds 2019 presenteert Yksi Expo zich online onder de vlag van Yksi Connect.
Onder de ontwerpers, die bij Galerie Yksi exposeerde waren Jackson & Roodbol, Richard Hutten, Tejo Remy, en Maarten Van Severen.

## Exposities, een selectie
- 1995. Hans Uffink, alledaagse dingen in een andere context & zitbaar varken van Joost Wolter.[13]
- 1996. Eindexamenwerk van Nederlandse kunstacademies.[14]
- 1996. Selectie uit de collectie van Leitmotiv.[15]